# Lochore
Lochore ist eine Ortschaft in der schottischen Council Area Fife. Sie liegt etwa acht Kilometer nordwestlich von Kirkcaldy und elf Kilometer nordöstlich von Dunfermline. Im Norden beziehungsweise Süden schließen sich nahtlos die Ortschaften Ballingry beziehungsweise Crosshill an. Wenige hundert Meter südöstlich befindet sich der See Loch Ore, aus welchem der Ore abfließt.

## Geschichte
Historisch lag Lochore im Distrikt Lochoreshire der Provinz Fothriff. Am Abfluss des Ore befinden sich die Ruinen der vermutlich aus dem 13. Jahrhundert stammenden Burg Lochore Castle. Später entstand westlich der Ortschaft das zwischenzeitlich abgebrochene Herrenhaus Lochore House.
Die Ortschaft wuchs als Bergbausiedlung der am Nordostufer von Loch Ore gelegenen Mary Colliery. Das Gelände des ehemaligen Kohlebergwerks wurde zwischenzeitlich renaturiert und ist Teil des 486 Hektar umfassenden Naturlehrparks Lochore Meadows Country Park.
Zwischen 1951 und 1991 sank die Einwohnerzahl Lochores von 3223 auf 1730. Im Rahmen der Zensuserhebung 2011 wurde Lochore zusammen mit Ballingry und Crosshill erfasst. Die Einwohnerzahl betrug 5655.

## Verkehr
Historisch lag Lochore an einer Straße, welche den Firth of Forth mit Perth verband. Heute ist Lochore über untergeordnete Straßen an das Straßennetz angeschlossen. Rund fünf Kilometer westlich führt die M90 (Edinburgh–Perth) vorbei an Kelty. Die von Edinburgh nach Fraserburgh führende A90 ist vier Kilometer südlich bei Lochgelly zugänglich.